# Fernand Van Trimpont
Fernand Van Trimpont (1978) is een Belgisch politicus uit Geraardsbergen. Hij is lid van Team Geraardsbergen, een lokale politieke beweging die voortkomt uit de CD&V (Christen-Democratisch en Vlaams). Sinds 2024 is hij burgemeester van Geraardsbergen.

## Politieke carrière
Van Trimpont startte zijn politieke loopbaan bij de lokale afdeling van de CD&V in Geraardsbergen. Hij werkte als verschillende functies, waaronder die van schepen, en was verantwoordelijk voor stadsontwikkeling en jeugdbeleid. In 2024 was hij lijsttrekker voor Team Geraardsbergen tijdens de gemeenteraadsverkiezingen. Met 2.528 voorkeur stemmen werd hij de meest gestemde politici van de stad. Na de succesvolle besprekingen van de coalitie werd hij aangesteld als burgemeester en nam hij op 17 februari 2025 zijn eed af aan de gouverneur van Oost-Vlaanderen, Carina Van Cauter.
De bevoegdheden als Burgemeester voor van Trimpont zijn algemeen beleid, organisatie, veiligheid, drugsbeleid, politie en brandweer, stadsontwikkeling, landbouw en jeugd.

## Engagement
Van Trimpont is naast zijn politieke betrokkenheid ook betrokken bij het lokale verenigingsleven. Hij vervult verschillende functies, waaronder secretaris van de Kerkfabriek Sint-Martinus in Onkerzele en directeur van de Vriendenkring Kunstacademie Geraardsbergen vzw.

## Persoonlijk leven
Fernand Van Trimpont is woonachtig in Geraardsbergen. Hij staat bekend als een toegankelijk en betrokken figuur, met bijzondere aandacht voor jeugd, cultuur en sport.